# Сутулов-Катеринич, Сергей Владимирович
Серге́й Влади́мирович Суту́лов-Катери́нич (род. 10 мая 1952, Петропавловск, Казахская ССР; вторую часть фамилии взял в память о матери) — российский поэт, журналист, главный редактор международного поэтического интернет-альманаха «45-я параллель». Член Союза российских писателей, Южнорусского Союза писателей и Союза журналистов России.

## Статусы, членство, награды
Окончил филологическое отделение Ставропольского государственного педагогического института и сценарное отделение ВГИКа имени С. А. Герасимова. Живёт и работает на Северном Кавказе.
Участник проекта Юрия Беликова «Дикороссы. Приют неизвестных поэтов». Стихи С. Сутулова-Катеринича включены в антологию «Свойства страсти. Русские поэты XX века» (2010), составленную Сергеем Кузнечихиным.
Редактор и один из составителей книги «45-я параллель. Антология». Составитель — совместно с Татьяной Ивлевой — двухтомника «Антология-XXI. Русская поэзия XXI века». Составитель — совместно с Георгием Яропольским — антологий «45: параллельная реальность» и «45: русской рифмы победный калибр».
Ввёл в литературный оборот новый термин «поэллада» (от слов «поэма» и «баллада») — в этом жанре написал ряд произведений, в числе которых «Небо в разную погоду», «Ангел-подранок», «Пушкин. Осень. Шевчук», «Русский рефрен», «Остров Скрытень», «Космодром для дураков», «светожизни смертотень», «фото эпохи», «Бриг „Star’s & poetry“», «Шесть рукопожатий, или Пара затрещин полубога», «Письма на волю», «ЦУМ: центр управления полётами», «Живой!», «леонардова поэллада».
Соавтор вокальных циклов «Город ZERO», «Семь печалей о Родине», «Выдох на слове LOVE».
Трижды становился лауреатом премии имени Германа Лопатина, учреждённой Ставропольским краевым отделением Союза журналистов России (2002, 2007, 2011).
Лауреат премий, конкурсов, фестивалей:
Национальной литературной премии «Золотое перо Руси»: интернет-альманах «45-я параллель» (Москва, 2007); премии журнала «Зинзивер» (Санкт-Петербург, 2008); международного литературного конкурса имени Петра Вегина (Лос-Анджелес, 2010); международной литературной премии «Серебряный стрелец» (победитель в номинации «Серебряный слог», Лос-Анджелес, 2010); международного литературного конкурса «Есть город, который я вижу во сне…» (Одесса, 2012); премии журнала «Дети Ра» (Москва, 2012); международного конкурса «Эмигрантская лира» (Брюссель, 2013/14, один из победителей в номинации «Неоставленная страна»); международного фестиваля литературных изданий «Редкая птица» (Днепропетровск, 2015, номинация «Поэзия»).
Лауреат в номинации «Поэт-подвижник Русского Безрубежья» (Филадельфия, 2014).
Награждён медалью Императорского ордена Святой Анны (Мадрид, 2013) — в ознаменование заслуг перед отечественной культурой.

## Книги и отзывы
Автор сборников стихов:
- «Дождь в январе»;
- «Азбука Морзе»;
- «Русский рефрен»;
- «Полная невероять»;
- «Райскій адъ. Лю-блюзы» (совместно с Борисом Юдиным);
- «Двѣнадцать — через ять»;
- «Выдох на слове LOVE»;
- «Ореховка. До востребования»;
- «Ангел-подранок» (Избранное, двухтомник).

Однажды под горячую руку я нарёк Сутулова-Катеринича «испанским быком русской поэзии». На мой тореадорский взгляд, живущий в Ставрополе Сергей Сутулов-Катеринич — непроходимая (и необходимая) фигура современного поэтического ландшафта. Он пишет так, будто из тела его торчат, покачиваясь, как перья «Незнакомки» в воспалённом мозгу Блока, яростные бандерильи. Всё время раненый. И — готовый к новой схватке , —писал Юрий Беликов..
В послесловии к «Ореховке…» Борис Юдин пишет:

Была в моём детстве замечательная вещь: переводные картинки. Это когда квадратик бумаги нужно было намочить в блюдце с тёплой водой, а потом наклеить на чистый лист, на книгу… на куда угодно. После этого оставалось осторожно снять влажный и пахнущий клеем защитный слой бумаги, чтобы возникло блистающее лаком изображение. И это было равнозначно чуду. Такое же ощущение чуда возникает, когда раскрываешь книгу Сутулова-Катеринича, поскольку Сергей наделён уникальным даром перевода банального в необычное. Поэт, обладающий абсолютным слухом и слышащий симфонизм вселенной, предлагает читателю аллитеративные ряды, возникающие из этой полифонии. И начинаешь понимать, что человек звучит. Он — алхимик, смешивающий несовместимое и получающий разноцветие-разнословие. Когда одно слово вступает в химическую реакцию с другим, порождая третье, прежде незнаемое. Он — физик, организующий словесный поток так, что цепная реакция метафор приводит к эмоциональному взрыву. Он умеет называть неназванное, высвобождая это неназванное из подсознания. Виват тебе, дрессировщик фраз! Море волнуется — раз…

А фрагмент из послесловия к той же книге, принадлежащего перу Михаила Анищенко, звучит так:
Трудно подобрать слова, чтобы выразить ощущения от чтения этих стихотворений вслух. Такое удивительное чувство слова — дар Божий, ибо его невозможно освоить и подчинить себе. 
Этот дар — как крест, который Сергею дано нести через пески почти безлюдной пустыни, ибо такой поэт обречён на любовь немногих — тех, кто любит не поэзию вообще, а именно такую поэзию.
Страшная сказка рассказана для
Глупых тинейджеров, вредных старушек?!
Спит сатана в офицере Кремля,
Дремлет в чинуше, петруше, марфуше…
Чёрными крыльями стёрта спина.
Белые флаги для светских прогулок.
Демону снится пустая страна,
А над Уралом — дворец Вельзевула…
Такая поэзия вырастает в теле самой поэзии — подобно тому, как вырастает жемчужина в теле ракушки.
Аритмия… Считай до ста!
Дальше – страшно: звереет пульс.
Я из мёртвых вчера восстал.
Ни одной строки — наизусть.
Такая поэзия, словно остров, усыпанный драгоценными камнями: светло и днём, и ночью.
И ничего не надо —
Ни нимба, ни обид…
Лишь ливень звездопада
Нам души бередит.

Мне очень нужна такая поэзия. «Не потому, что от Неё светло, а потому, что с Ней не надо света». Сергей Сутулов-Катеринич — богач, ювелир, обладающий сокровищами, что извлечены из бесконечных пещер истинного русского языка.

## Публикации

### Печатная периодика
- Призрак серого соловья. «Трибуна», 28.09.2001.
- Война Миров. «День и Ночь», 2004, № 5—6.
- Без посредников. «День и Ночь», 2006, № 1—2.
- Выдох на слове Love. «День и Ночь», 2009, № 5—6.
- Урок сольфеджио. «День и Ночь», 2011, № 5.
- Бриг «Star’s & Poetry», или Поэллада из трёх заплывов. «День и Ночь», 2012, № 2.
- Осень сердца. «День и Ночь», 2015, № 1.
- Клочок Плащаницы. «Дети Ра», 2008, № 9 (47).
- Остров Скрытень. «Дети Ра», 2009, № 3 (53).
- Душа и тело. «Дети Ра», 2009, № 9 (59).
- За-рассветный редсовет. «Дети Ра», 2011, № 8 (82).
- …потакая небесной мимике. «Дети Ра», 2012, № 9 (95).
- Король пророка не простит… «Дети Ра», 2013, № 2 (100)
- ЦУМ: центр управления метафорами. «Дети Ра», 2013, № 7 (105)
- Он или я? «Футурум АРТ», № 4 (29), 2011.
- бог гениально одинаков. «Литературные известия», № 12 (92), 2012.
- Давай так и скажем… «Башня», 2012.
- Из декабря в декабрь… и другие стихи. ALBION & WOLD, 2010, № 7 (29).
- Слепок слова. «Зинзивер», 2011, № 9 (29).
- Et cetera. «Зинзивер», 2012, № 2 (34).
- …придумай случай для… влюбиться. «Зинзивер», 2013, № 6 (50).
- Вознёсся? Пророк народился!..  «Новый Берег», 2010, № 27.
- Стихи. «Новый Журнал», 2011, № 262.
- Из цикла «Обморок солнца». «Крещатик», 2006, № 3.
- Ликбез Луны. «Крещатик», 2007, № 2.
- Стоп-кадры канонады звездопада. «Крещатик», 2014, № 4 (66).
- …и простит дурака сестра. «Поэтоград», № 11 (112), 2014.
- От искренней строки светлее в мире… «Дальний Восток», № 3, 2014.
- «Новое русское слово» (США).
- «У» (Москва).
- Беспечный поэт всегда беззащитен… «KONTINENT», 2008, 16 июня, № 24.
- «Звезда Востока» (Ташкент).
- «Кольцо А» (Москва).
- «Ковчег» (Ростов-на-Дону).
- «Новый журнал» (США).
- «Побережье» (США).
- «EDITA-Klub» (Германия).
- «Истоки» (Красноярск).
- «Острова» (Воронеж).
- «Южная звезда» (Ставрополь).
- «Ковчег» (Ростов-на-Дону).
- «Мегалог» (Пятигорск).
- «Поэзия: Russian Poetry Past and Present» (США).
- «Литературная газета» (Москва).
- «Журнал ПОэтов» (Москва).
- «ПаровозЪ», состав № 2, 2014 (Москва).

## Сайты и порталы
- «Сетевая Словесность».
- «Гостиная».
- «Дикороссы».
- «Зарубежные задворки».
- RELGA.
- «Вечерний Гондольер».
- «Точка. Зрения».
- «Дом Ильи».
- «Подлинник».
- МЕГАЛИТ.
- «Артикль»